# Экономика переводов
Экономика перевода (экономика индустрии переводов) — это раздел лингваномики, анализирующий экономические характеристики и финансовую целесообразность перевода печатного и непечатного материала как на внутреннем, так и на мировом рынке. Изучение экономики индустрии переводов возможно с применением методов социолингвистики, социологии и экономических моделей.

## История и контекст
Несмотря на то, что практика перевода существовала многие века, научная работа по переводу долгое время оставалась периферийной деятельностью, которая почти всегда ограничивалась учеными в области литературы и лингвистики. Литературоведы занимались выявлением отклонений от оригинала, сравнением переводов между собой и интерпретацией различий для оценки смысла переведенного произведения. Тем временем лингвистов интересовали не столько тонкие различия между переводами или между переводами и их оригиналом, сколько фундаментальное сходство языков и эквивалентность их способов выражения. Джеймс Холмс отмечает, что ученые-переводчики были разбросаны по разным дисциплинам, не имели общепринятого названия для своих исследований и не имели общего понимания своей области и общих каналов связи. По его мнению, данную область лучше всего назвать «переводоведение» и разделить на «чистую» и «прикладную» отрасли. Первая состоит из теоретической части, связанной с общими или частными теориями, и эмпирической, или описательной, части, связанной с изучением процесса перевода, его продуктов и их функций. Прикладная отрасль занималась подготовкой переводчиков, переводческими пособиями и критикой переводов.
Рынки культурных товаров имеют специфические характеристики. В своем подходе к культурному производству Бурдьё подчеркнул разницу между небольшими фирмами, которые производят товары для специалистов, и крупными фирмами, которые производят продукцию для широкой публики. Мелкосерийное производство зависит, в частности, от того, как критики оценивают результат; их суждение может привести к канонизации даже в отсутствие какого-либо краткосрочного коммерческого успеха. Согласно Люсьен Карпик, рынки культурных товаров не соответствуют предположениям стандартной экономики, поскольку культурные товары не являются ни однородными, ни дифференцированными, как предполагается в моделях монополистической конкуренции. Экономисты склонны сводить проблему качества к ценообразованию, предполагая, что разница в цене отражает различия в оценке, таким образрм, на рынке ценовая конкуренция менее важна, чем конкуренция за качество. Книги и фильмы являются многомерными товарами, которые определяются сочетанием таких качеств, как персонажи, история, стиль и сюжет. Поскольку объективного способа измерения этих качеств не существует, они характеризуются неопределенностью. Редакторы, издатели и потребители действуют не на основе цен, максимизации прибыли или полезности, а на основе суждений и качественных критериев. Рынок переводов характеризуют три аспекта: 1) языковое разнообразие, 2) культурная близость и властные отношения, а также 3) символическое признание.

#### Языковое разнообразие
Согласно Марку Дж. Мелиц, языковое разнообразие указывает, что превосходство английского языка может вытеснить другие языки, и данная тенденция может представлять угрозу будущим поколениям. Например, авторы, которые пишут тексты на доминирующем (английском) языке, не будут в выигрышной позиции относительно публикации работы, в то время как авторы, пишущие тексты на других языках, будут встречены более мягкими условиями публикации.

#### Культурная близость и соотношение силы
Лингвистическая и культурная близость была предложена Виктором Гинзбургом и другими авторами в 2011 году в качестве фактора, облегчающего переводы, так как предполагается, что как издатели, так и читатели ищут более простые и доступные сочинения. Культурная близость может быть уравновешена конфликтующими отношения (например, в арабском языке и иврите) или усилена общими политическими интересами (например, в отношениях между Бразилией и Аргентиной, которые создали свою национальную идентичность посредством переводов).

#### Экономический успех и символическое признание
Для крупных издателей продажи являются важным критерием приобретения прав на перевод, однако этот критерий не является решающим для локальных издательств. Для вторых наиболее важными факторами являются символические награды, такие как литературные премии. Агенты, участвующие в принятии решений для обоих видов издательств так же не идентичны. Как правило, в крупных издательствах ими выступают профессиональные агенты, иными словами — разведчики. Тем временем в небольших издательствах этими агентами выступают переводчики, авторы и критики.

## Методология
Для анализа индустрии перевода необходимо рассматривать три аспекта: категорию (или жанр книги), объёмы книгопечатания и исходный язык. Долгое время наиболее популярным жанром для перевода были религиозные писания, так как религия является одним из мощных инструментов формирования идеологии, в том числе и надгосударственной. В настоящее время наиболее крупные объёмы перевода характерны для таких жанров, как фантастика и фэнтези.
Другим аспектом лингваномики перевода является характеристика национального книгопечатания: объёмы переведённых книг тем меньше, чем «сильнее» язык. К примеру, в 1990-х доля книг на иностранном языке составляла лишь 3 % от объёма всей печатной продукции в США, 25 % ‒ в Италии, Испании и Нидерландах, 45 % ‒ в Греции.
Наконец, третьим фактором, определяющим экономику перевода, является доля переведённой литературы на мировом рынке. В качестве референтного источника используется Index Translationum.

## Факторы, влияющие на индустрию
Й. Хэйлброн и Ж. Сапиро предлагают рассмотрение политических, экономических и культурных факторов, которые влияют на индустрию переводов, с позиций социологии, применяя для этого социологическую теорию французского социолога Пьер Бурдьё:
- Политические факторы. Переводы могут служить инструментами политического влияния, как в области внутренней политики, так во внешней политике. Многие политические силы XX века имели собственную переводческую политику, которая определяла, перевод каких именно продуктов культуры и идеологии следует переводить в пропагандистских целях[14]. В государствах с плановой экономикой именно политические факторы имеют решающее значение на переводческую деятельность[15].
- Экономические факторы. В условиях рыночной экономики происходит либерализация рынка переводов, так как деятельность переводчиков должна быть направлена на извлечение прибыли из своей деятельности. Тем не менее, капитал может быть не только финансовым, но также и культурным, социальным и политическим. Бурдьё считал, что многообразие форм капитала не позволяет проводить точные математические расчёты относительно выгоды от перевода того или иного продукта, потому что его итоговая стоимость не всегда будет иметь количественное выражение. Тем не менее, некоторые экономические факторы, находясь в тесной взаимосвязи с культурными факторами, тоже могут описывать рынок переводческой деятельности: тут культура и экономика находятся во взаимной зависимости[16].
- Культурные факторы. Взаимная автономия локальных культур, по Бурдьё, имеет определённые влияние на переводы книг, фильмов и другой требующей локализации продукции. Бурдьё выдвинул предположение, что одним из элементов экономики переводов является бинарная оппозиция: перевод временно популярной литературы, которая будет экономически целесообразна в краткосрочной перспективе с одной стороны, и получение юридических прав на переводы литературных произведений, которые занимают меньшую долю рынка, но которые пользуются спросом постоянно, а не в периоды популярности, с другой. Последние представляют культурную ценность и будут пользоваться спросом постоянно.

Политические, экономические и культурные факторы влияют на экономику индустрии переводов, что объясняется некоторыми социологами. Следует отметить, что некоторое их влияние может не всегда быть выражено математически.

## Экономические модели индустрии переводов
Существуют математические модели, которые могут продемонстрировать экономическую целесообразность некоторых аспектов индустрии переводов. Можно привести такой пример: взаимосвязь между суммарным количеством переведённых книг и средним спросом со стороны потребителя определяется этнолингвистическим разнообразием страны. Если население страны невелико, то оно считается более гомогенным в социокультурном плане. Это значит, что потребительский спрос будет более однородным, а количество переведённой литературы относительно мало. Обратная ситуация наблюдается в странах с большим населением. Взаимосвязь между вышеназванными параметрами выражается функцией:
{\displaystyle t_{ij}=H_{j}(P_{j}){\frac {R_{j}(L_{j},W_{j})}{r(1+D_{i}j)}}\Gamma _{i}}, где
{\displaystyle \Gamma _{ij}=\gamma _{i}(P_{i})/\textstyle \sum _{k\neq j}^{q}\displaystyle \gamma _{k}(P_{k})}
{\displaystyle H} — индекс гетерогенности;
{\displaystyle P} — население;
{\displaystyle L} — уровень грамотности;
{\displaystyle W} — средний заработок;
{\displaystyle D_{ij}} — культурная дистанция между носителями языков i и j, где i — родной язык для населения, а j — иностранный язык;
{\displaystyle R_{j}(L_{j},W_{j})} — возрастающая функция зависимости уровня грамотности от среднего заработка.